# Terror (zespół muzyczny)
Terror – amerykańska grupa muzyczna wykonująca hardcore.

## Historia

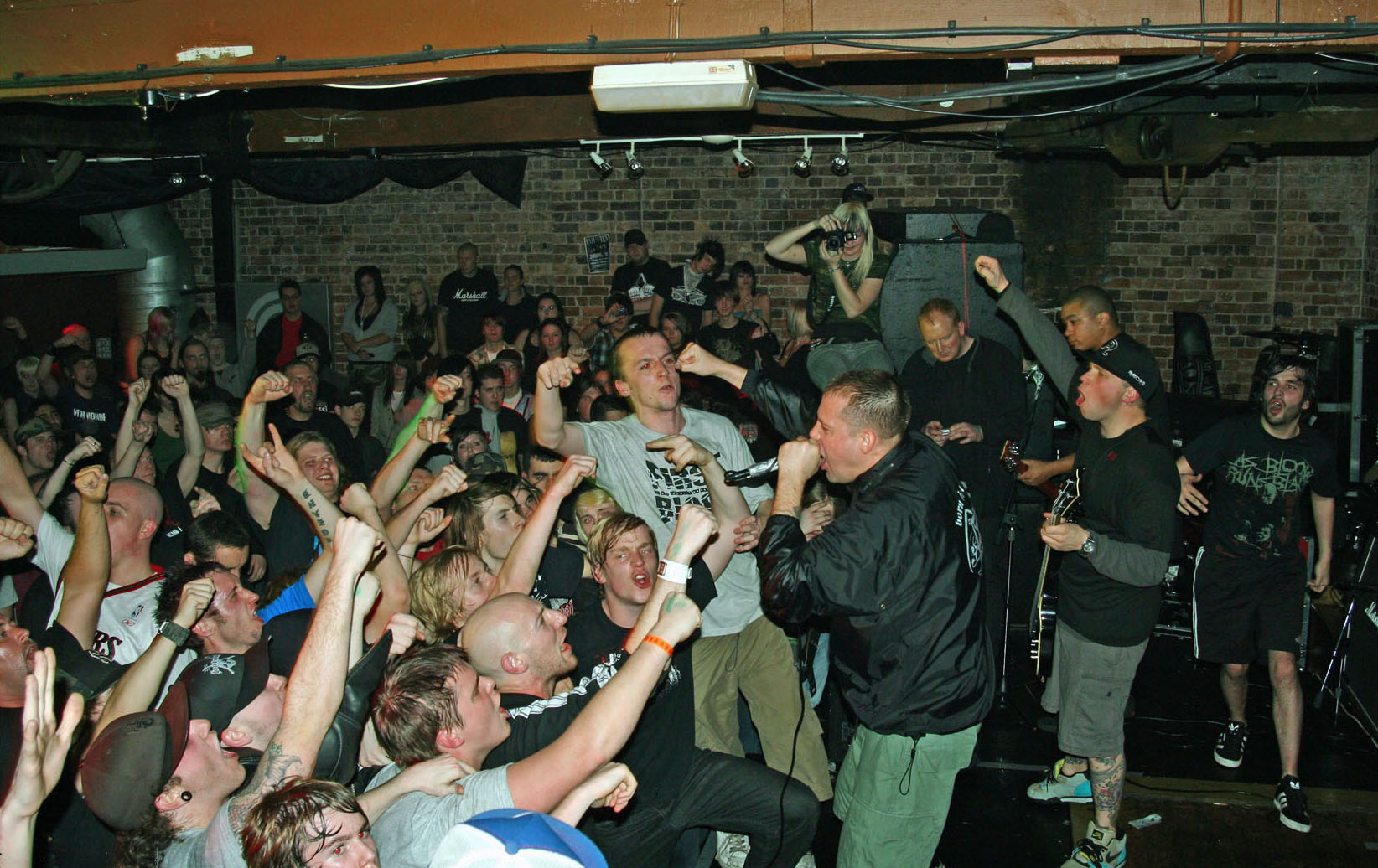
Terror podczas koncertu w Wolverhampton (2006)

Zespół powstał w kwietniu 2002, po tym jak Scott Vogel opuścił grupę Buried Alive i przeprowadził się z Buffalo przez Phoenix (Arizona) do Los Angeles (Kalifornia). Pierwotnie miał tam powstać projekt będący supergrupą (mieli ją tworzyć członkowie Buried Alive, Carry On i Ten Yard Fight tj. Scott Vogel, Todd Jones i John LaCroix), do czego ostatecznie nie doszło, jako że ostatni z wymienionych nie pojawił się na próbach. Tymczasem grupę stworzyli pozostali trzej muzycy, wobec czego na początku działalności trzon zespołu stanowili: gitarzysta Todd Jones (znany z Infernal Affairs, Carry On), perkusista Nick Jett oraz wokalista Scott Vogel (udzielający się wcześniej na scenie undergroundowej miasta Buffalo w latach 90. w zespołach Slugfest, Despair oraz Buried Alive). Poza doświadczeniem zebranym przez członków zespołu w poprzednich grupach, bezpośrednimi inspiracjami dla Terror były takie grupy jak Cro-Mags, Agnostic Front, Sick of It All czy Madball. U zaraniu działalności formacji muzycy grali bez nazwy, a wymyślił ją ostatecznie Vogel, który zaczerpnął słowo od grupy Sheer Terror.
W 2002 ukazało się 4-utworowe demo, wydane w Takeover Records, ujawniające charakter i styl nowej formacji. Następnie we wrześniu 2002 Terror zarejestrował materiał, który 28 stycznia 2003 wydał jako debiutancki minialbum EP zatytułowany Lowest of the Low nakładem wytwórni Bridge 9 Records. To 9-utworowe wydawnictwo trwające przeszło 23 minuty znalazło bardzo dobre recenzje w środowisku hardcore. Materiał stanowiący ożywczy powiew na scenie hc wyróżniał się brzmieniowo czystą energią oraz wściekłym głosem i bezpardonowymi tekstami charyzmatycznego wokalisty Scotta Vogela. Jego znakiem rozpoznawczym była nieskończona energia podczas koncertów, skoki na scenie i stałe wzywanie publiczności do aktywnego udziału w występie grupy; m.in. do wykrzykiwania słów także z jego mikrofonu, czy skoków ze sceny (ang. „More stage dives!”, pol. „Więcej skoków ze sceny!”). Vogel umiał przy tym okazać radość z zabawy podczas koncertu, ale też powagę wykrzykując teksty utworów dotyczące także w gorzki sposób bezpośrednio środowisko hardcore. W 2003 Terror zagrał pierwszy występ w Europie podczas premierowego koncertu płyty Sands of Time holenderskiego zespołu Born from Pain w Landgraaf. Cały 2003 rok zespół spędził na koncertowaniu, dając się również poznać publiczności w Europie podczas trasy u boku Biohazard wiosną 2003. Następnie Terror przybył ponownie na kontynent europejski jesienią tego samego roku.

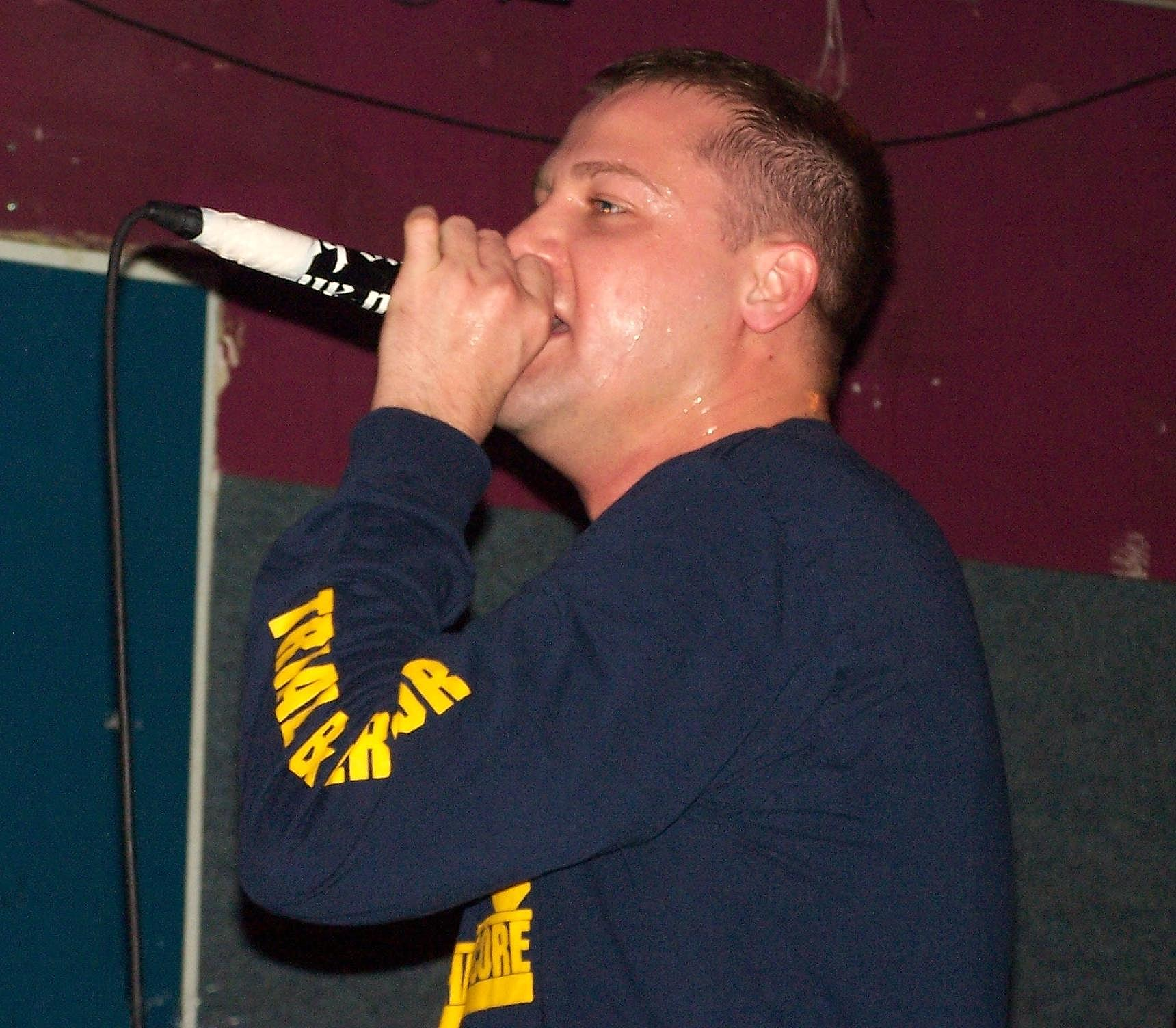
Scott Vogel (2006)

Na przestrzeni kilku lat działalności w składzie zespołu zaszło wiele zmian personalnych, w szczególności rotacje dotyczyły obsady basistów i gitarzystów. Jeszcze w 2004 ze składu odszedł założyciel i główny kompozytor Todd Jones, który nie zdołał znieść życia koncertowego. Z pierwotnych założycieli, w 2010 pozostawał już tylko perkusista Nick Jett oraz wokalista Scott Vogel. W 2010 Vogel zaangażował się dodatkowo w projekt muzyczny Serpents Of Shiva (wraz z byłymi członkami Slugfest). Nick Jett pracuje dodatkowo jako inżynier dźwięku, producent muzyczny w swoim studiu Bloodtracks w Canada Hills (Kalifornia) oraz został członkiem grupy Piece By Piece (wraz z nim Vogel). W okresie działania w grupie Carl Schwartz był weganem.
W 2011 Scott Vogel i Nick Jett zaangażowali się w projekt muzyczny pod nazwą S.O.S., w którym wzięli udział także Matt Henderson (Madball), Chris Beattie (Hatebreed), Sam Trapkin (Trapped Under Ice). Ze względu na skład projekt został mianowany „supergrupą hardcore”, a jego debiutanckie dzieło zatytułowane I Owe You Nothing wydano w 2011.
W 2021 ogłoszono wydanie albumu kompilacyjnego pt. Trapped in a World, który zawierał ponownie nagrane (na żywo studiu) utwory z płyt Lowest of the Low (2003) i One with the Underdogs (2004), wyprodukowanych przez ówczesnego gitarzystę i kompozytora grupy, Todda Jonesa. Na 6 maja 2022 zaplanowano wydanie albumu studyjnego pt. Pain into Power nakładem Pure Noise Records, który został wyprodukowany przez Jonesa.

## Muzycy
Obecny skład
- Scott Vogel – śpiew od 2002 (Slugfest, Despair, Buried Alive, Cinderblock, Fadeaway, Against All Hope, Serpents Of Shiva, World Be Free)
- Nick Jett – perkusja od 2002 (Piece by Piece – wokal, Wings, Beer & Sports, Donnybrook i Snake Eyes – perkusja, Carry on, First Blood, S.O.S.)
- Martin Stewart – gitara elektryczna od 2006 (Donnybrook, Snake Eyes i Wings, Beer & Sports – git., Lion Crew – wokal, Piece By Piece i Lone Wolf – bas)
- Jordan Posner – gitara elektryczna od 2009 (No Warning)
- Chris Linkovich – gitara basowa od 2017 (Cruel Hand)

Byli członkowie

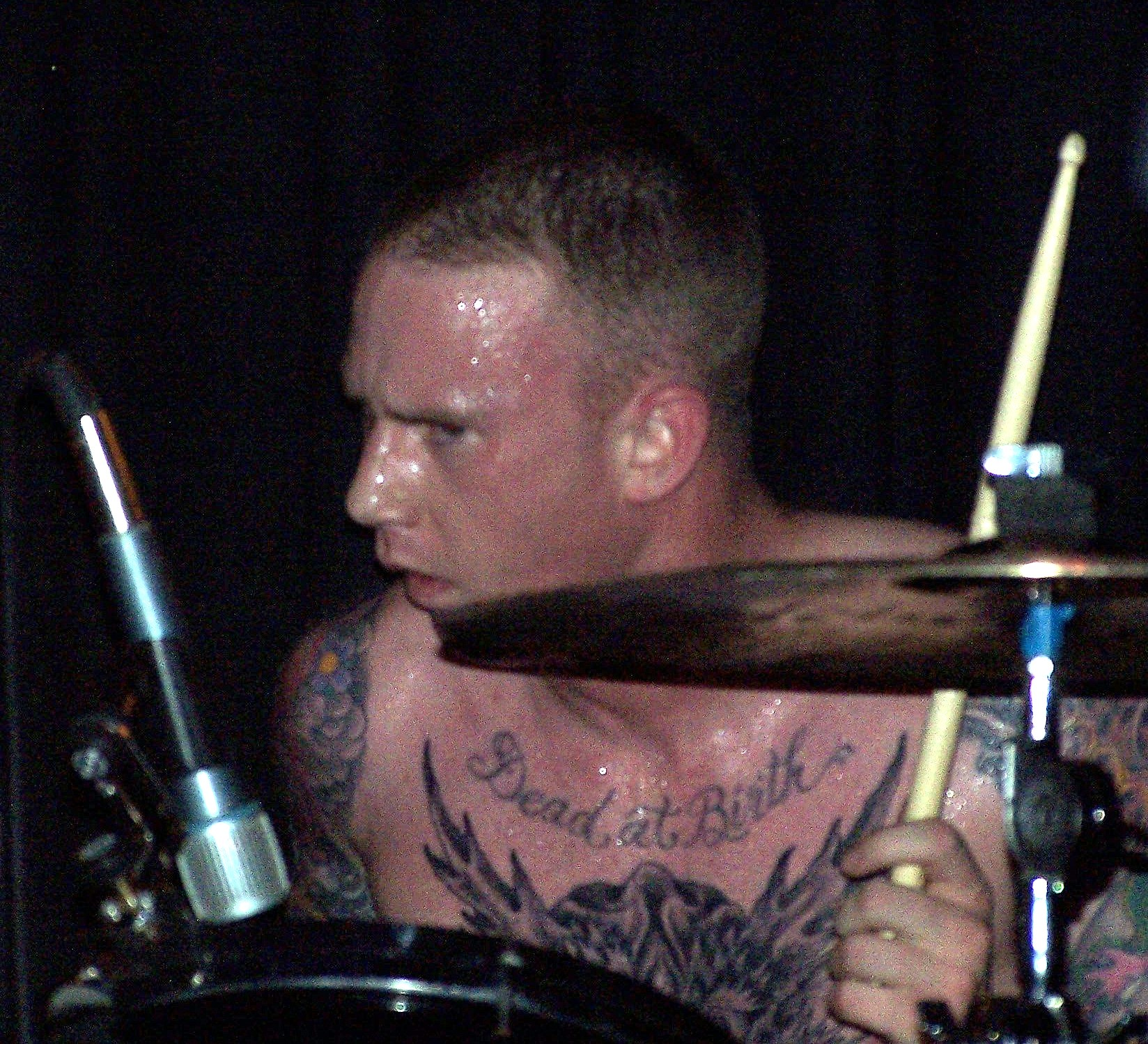
Nick Jett (2006)

- Eric Pressman – gitara elektryczna w 2002
- Matt Smith – gitara basowa w 2002 (Rain on the Parade, Shark Attack)
- Todd Jones – gitara elektryczna od 2002 do 2004 (Infernal Affairs, Snake Eyes, Betrayed, Carry on, Blacklisted, Nails)
- Richard Thurston – gitara basowa od 2002 do 2003 (Culture, Blood Has Been Shed)
- Doug Webber – gitara elektryczna od 2002 do 2009 (Sworn Vengeance, First Blood)
- Carl Schwartz – gitara elektryczna, gitara basowa od 2003 do 2005 (Sworn Vengeance, First Blood)
- Frank Novinec – gitara elektryczna od 2004 do 2006 (obecnie Hatebreed, Ringworm, Integrity)
- Jonathan Buske – gitara basowa od 2005 do 2008 (Rag Men, The Promise, Another Victim)
- David Wood – gitara basowa od 2009 do 2017 (Down To Nothing, Murder Weapon, Game On)

## Dyskografia
Albumy studyjne
- 2004: One with the Underdogs (Trustkill Records / Bridge 9 Records / Dead Serious Records)
- 2006: Always the Hard Way (Trustkill Records / Lockin´ Out / Reflections Records)
- 2008: The Damned, the Shamed (Century Media Records)
- 2010: Keepers of the Faith (Century Media Records)
- 2013: Live by the Code (Victory Records)
- 2015: The 25th Hour (Victory Records)
- 2018: Total Retaliation (Pure Noise Records)
- 2022: Pain into Power (Pure Noise Records)[19]

Albumy demo
- 2002: 4 Song Demo (D.I.Y.)
- 2002: Don’t Need Your Help (Take Over Records / Old Guard Records)

Albumy koncertowe
- 2003: Live & Death (Bridge 9 Records)
- 2006: The Living Proof (Trustkill Records)
- 2008: CBGB OMFUG Masters: Live June 10, 2004 The Bowery Collection (Street King)
- 2010: No Regrets, No Shame: The Bridge Nine Days (Bridge 9 Records)
- 2014: Live in Seattle (Reaper Records)

Albumy EP
- 2003: Lowest of the Low (Bridge 9 Records / Reflections Records)
- 2007: Rhythm Amongst the Chaos (Reaper Records)
- 2009: The Rise of the Poisoned Youth – Blood Tracks Demos (Reaper Records)
- 2010: Keepers of the Faith (Reaper Records)
- 2012: Hard Lessons / Only The Devil Knows (Reaper Records)
- 2017: The Walls Will Fall (Pure Noise Records)
- 2020: Sink to the Hell (War Records)

Albumy splity
- 2003; Three Way Split – wspólnie z The Promise & Plan Of Attack (Organized Crime Records) with The Promise and Plan of Attack Organized Crime
- 2004: Dead Man’s Hand Vol. 2 – wspólnie z Ringworm (Deathwish Inc.)

Albumy kompilacyjne
- 2008: Forever Crossing The Line: 5 Years In The Making (Trustkill Records)
- 2021: Trapped in a World (War Records)

### Kompilacje wielu twórców

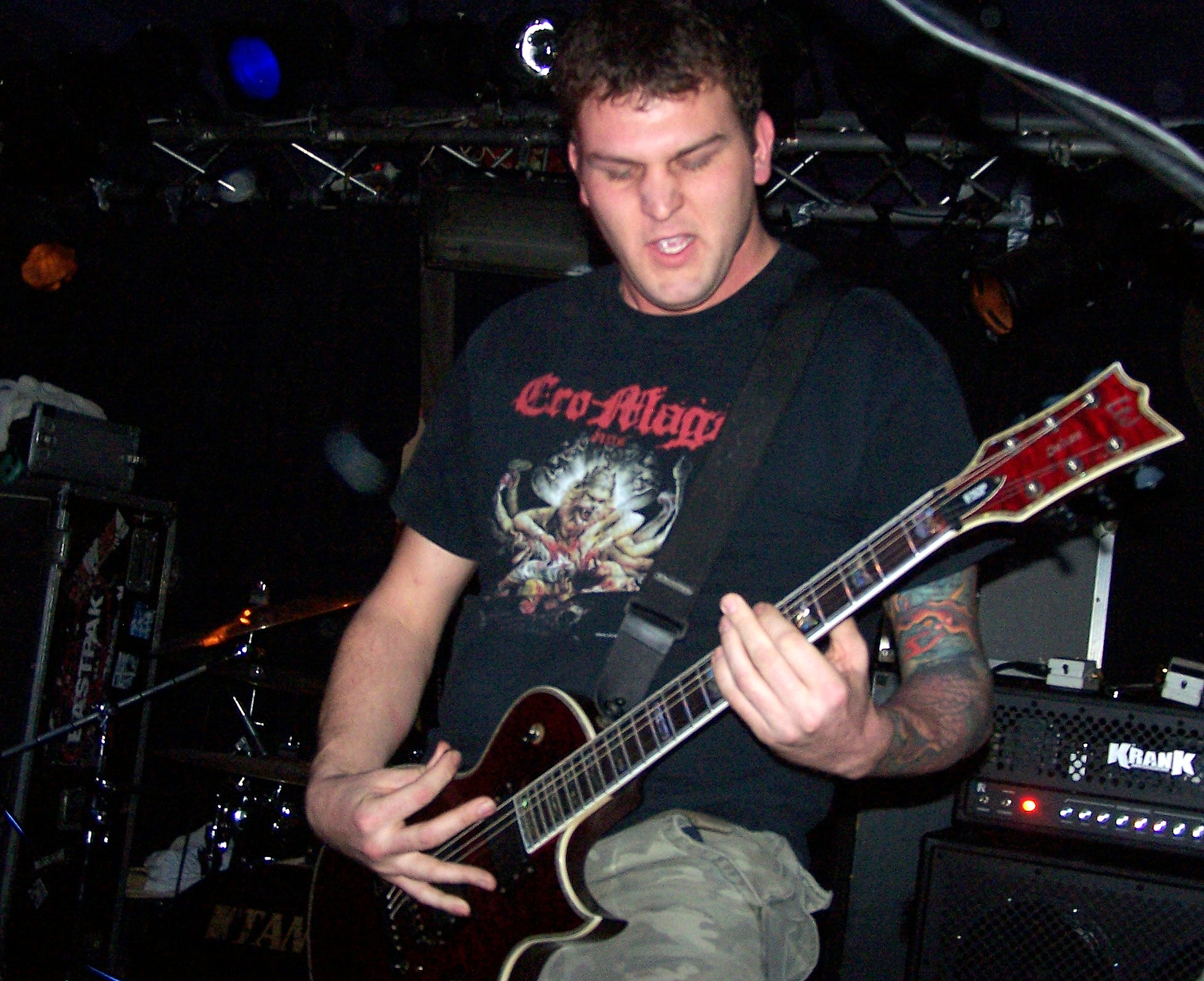
Doug Webber – były gitarzysta (2006)

- Trial & Error 3: Punk Metal Hardcore Sampler (2003) – utwór „Life And Death”
- Sampler #1 (2004) – utwór „Spit My Rage” (Hard Rock Magazine)
- Trustkill Fall Sampler 2004 (2004) – utwór „Overcome” (Trustkill)
- Metal Hammer 10/2004 (2004) – utwór „Overcome” (Metal Hammer Polska)
- New Shit Vol. 10 (2004) – utwór „Overcome” (Roadrunner)
- Take Action! Volume 04 (2004) – utwór „Keep Your Mouth Shut” (Sub City Records)
- Trustkill Takeover (2005) – utwór „Keep Your Mouth Shut” (Trustkill)
- Maximum Metal Vol. 106 (2006) – utwór „Always The Hard Way” (Metal Hammer Germany)
- New Shit Vol. 14 (2004) – utwór „Always The Hard Way” (Roadrunner)
- Onde De Choc 33 (2004) – utwór „Always The Hard Way” (Roadrunner Francja)
- Reflections Records Sampler 2006 (2006) – utwór „Strike You Down” (Reflections Records)
- Sounds of the Underground Tour 2006: Live & Rare (2006) – utwór koncertowy „Lowest of the Low (live)” (Ferret Music, Metal Blade Records, Trustkill Records, Prosthetic Records)
- Trustkill Sampler 2006 (2006) – utwór „Keep Your Mouth Shut” (Trustkill Records); także jako dodatek do albumu Bleeding Through – The Truth (2006)
- Threat: Music That Inspired the Movie (2006) – „Overcome (Overkill Remix)” [autorstwa Enduser] (HALO 8 Entertainment)
- Threat: Original Motion Picture Soundtrack (2006) – utwór „Overcome” (HALO 8 Entertainment)
- Trustkill. Real Bands, Real Music, Real Life (2006) – utwór „Strike You Down” (Trustkill, Abacus Recordings, Future Publishing)
- Hot Topic Presents Sounds of the Underground (2007) – utwór „Lost”
- Century Media 2008 Spring Sampler (2008) – utwór „Relentless Through and Through” (Century Media)
- What’s That Noise in the Basement! (2008) – utwór „Betrayer” (Century Media)
- Hardcore, Punk, Etc. 2008 (2008) – utwór „Disconnected” (RevHQ)
- CBGB OMFUG Masters, The Bowery Collection (2010) – utwór „Keep Your Mouth Shut” (MVD Audio)

(Opracowano na podstawie materiału źródłowego:)

### Covery
- „Can I Say” – cover zespołu Dag Nasty zawarty na reedycji Lowest of the Low (2005)
- „Kickback” – cover zespołu Breakdown zawarty na EP Rhythm Amongst the Chaos (2007)
- „Boxed In” – cover zespołu Subzero opublikowany na składance Covering 20 Years Of Extreme (2008) oraz na albumie Keepers of the Faith (2010)

### Gościnne występy
Inni muzycy na albumach Terror:
- Jamey Jasta (Hatebreed) oraz Lord Ezac (także jako „Danny Diablo”, Skarhead) udzielili głosu na albumie One with the Underdogs (2004) w utworze „Spit My Rage”.
- Freddy Cricien (Madball) udzielił głosu na albumie One with the Underdogs (2004) w utworze „Find My Way”.
- Hard Corey udzielił głosu na albumie One with the Underdogs (2004) w utworze „Crushed By The Truth”.
- Mr. Dibbs i MURS (obaj jako „Mr. Murs”) wystąpili na albumie Always The Hard Way (2006) w utworze „Dibbs And Murs Check In”.
- Aaron Cooley (Death Threat) udzielił głosu na albumie Always The Hard Way (2006) w utworze „You Can’t Break Me”.
- Eddie Sutton (Leeway) udzielił głosu na albumie Always The Hard Way (2006) w utworze „So Close To Defeat”.
- Vinnie Paz (Jedi Mind Tricks) udzielił głosu na minialbumie Rhythm Amongst the Chaos (2007) w utworze „Kickback” (cover zespołu Breakdown).
- Roger Miret (Agnostic Front) wykonał sample w utworze „Still Believe” na albumie The Damned, the Shamed (2008).

## Wideografia
Wydawnictwa DVD
- The Living Proof (2006, Trustkill Records)
- Defining The Faith (2011)[21]
- No Regrets, No Shame: The Bridge Nine Days (2012)[22]

Film dokumentalny
- Keepers of the Faith documentary (2010)[23][24][25][26][27]

## Teledyski
- „Push it Away” (2003, reż. Ian McFarland)[28]
- „Overcome” (2004, reż. Kevin Leonard)[29]
- „Keep Your Mouth Shut” (2004, reż. Constantin Werner)[30]
- „Lost” (2006, reż. Doug Spangenberg)
- „Never Alone” (2008)[31]
- „Betrayer” (2008)[32]
- „Rise of the Poisoned Youth” (2008, reż. Luiz Carlos Cruz Fabiano)[33]
- „Stick Tight” (2010, koncertowy, zarejestrowany podczas Sound and Fury Festival, reż. Eric Thompson)[34]
- „Keepers of the Faith” (2011)[35]
- „Return to Strength” (2011, koncertowy)[36]
- „You’re Caught” (2011, reż. Christian Alsa)[37][38]
- „The New Blood” (2012, realiz. Ambitious Films)[39]
- „Live by the Code” (2013, reż. Carlo Opperman)[40][41]
- „The Most High” (2013, reż. Carlo Opperman)[42]
- „I’m Only Stronger” (2013, reż. Carlo Opperman)[43]
- „Hard Lessons” (2014, reż. i prod. Ambitious Films)[44]
- „Shot Of Reality” (2014)[45]
- „Cold Truth” (2014)[46]
- „Mind at War” (2015, reż. Anthony Altamura)[47]
- „Bad Signs” (2015)[48]
- „Sick and Tired” (2015, reż. Carlo Opperman)[49]
- „Kill ’Em Off” (2017)[50]
- „This World Never Wanted Me” (2018, reż. John Jenkins)[51]
- „In Spite of These Times/One More Enemy” (2018, reż. John Jenkins)[52]
- „Mental Demolition” (2019)[53][54]
- „Can’t Help But Hate” (2022)[55]
- „Pain into Power” (2022)[56]
- „Can’t Help But Hate”[57]

Kompilacje
- Hellfest 2002 (2003) – teledysk koncertowy do utworu „Life And Death” (Ferret Music)
- Roadrage 2006 (2006) – teledysk „Keep Your Mouth Shut” (Roadrunner)
- Take Action! Volume 06 (2007) – teledysk „Lost” (Sub City Records)
- This is Hardcore 2008 (2009) – teledysk koncertowy do utworów „Always the Hard Way” i „Keep Your Mouth Shut” (Eulogy Recordings)

## Inne informacje
- W filmie Akwamaryna (2006) pojawia się mężczyzna ubrany w koszulkę Terror w scenie na ruchomych schodach.
- Widok na okładce płyty Always The Hard Way (2006) przedstawia fragment obrazu „Polowanie na lwy” z ok. 1621, autorstwa Petera Paula Rubensa[58] (znajduje się w muzeum Stara Pinakoteka w Monachium, Niemcy).
- Scott Vogel pojawił się w teledysku do utworu „Keep Movin’ On” rapera Vinnie Paz stworzonego wspólnie z Sharą Worden, opublikowanego na albumie Season of the Assassin z 2010. Vogel wcielił się w postać amerykańskiego weterana wojennego, który wraca okaleczony z wojny (jego dziewczynę zagrała aktorka pornograficzna Gina Lynn)[59][60].